# Anasigerpes grilloti
Anasigerpes grilloti är en bönsyrseart som beskrevs av Roger Roy 1978. Anasigerpes grilloti ingår i släktet Anasigerpes och familjen Hymenopodidae. Inga underarter finns listade i Catalogue of Life.